# Glacera Quelccaya
La glacera Quelccaya és una glacera que es troba al sud-est del Perú, en la serralada de Vilcanota, una perllongació de la serralada Oriental peruana. Té una llargada de més de 17 km, una superfície de 44 km² i una capa de gel de més de 200 m de gruix essent la glacera més extensa de tota la zona tropical del món. El cim més alt de la glacera es troba a 5.650 msnm i les llengües terminals fluctuen entre els 4.900 i 5.100 metres.
La glacera Quelccaya, com altres glaceres de la Terra, està retrocedint i disminueix el nivell de la seva llengua principal, les petites llacunes al seu voltant també són una prova d'aquest retrocés. Forma els rius Macapatilla-Santa Bárbara que van a parar al Riu Vilcanota.

## Accés
Es fa en part per automòbil i en part per mules, des de les ciutats de Cusco a Sicuani es fa per carretera; de Sicuani fins al poble de Santa Bárbara, en camioneta. Més enllà es fa caminant dos dies en jornades de 8 hores per un camí de ferradura.

## Geomorfologia
La glacera Quelccaya presenta una superfície amb morrenes de fons i laterals ben conservades, valls en forma d'U i estries glacials en les roques volcàniques.
En general la glacera té una geomorfologia uniforme, presentant una zona d'acumulació ben definida que està sobre els 5.200 msnm, circumscrivint-se la zona d'ablació a la zona marginal de la glacera.

## Fauna i flora
S'hi troben prop de la zona vicunyes, llames i alpaques que són pasturades i també ovelles. La vegetació de la zona és pobra i escassa la gramínia ichu que en altres latituds semblant són més abundoses.

## Estudis científics
De 1974 a 1984, la glacera Quelccaya ha estat intensament estudiada per la Universitat Estatal d'Ohio, en cooperació amb les institucions peruanes per a recerca paleoclimàtiques. Lonnie Thompson i el seu equip han perforat nuclis de gel a Quelccaya de 164 m i 154 m de llarg de quasi 2.000 anys per estudiar els canvis climàtics.
En aquestes mostres els isòtops oxigen-18, han augmentat bruscament en els darrers 50 anys essent un indicador de l'escalfament. La retirada de la glacera mostra restes de plantes de 5.200 anys aC.
El nuclis de gel de la glacera de Fremont a Wyoming mostren un perfil d'isòtops similar al final de la Petita Edat de Gel. La brusca alteració d'isòtops d'oxigen de les dues glaceres mostren el canvi climàtic de l'actualitat.

### Impacte de la mineria després de la conquista
Per mesurar la quantitat i els tipus d'elements químics presents en el gel, investigadors, de la Universitat Estatal d'Ohio (Estats Units), van utilitzar un espectròmetre de masses i van buscar traces d'antimoni, arsènic, bismut, molibdè i especialment plom, que es va utilitzar en el procés de producció de plata després de la conquesta espanyola de l'imperi Inca.
Els resultats obtinguts, publicats a la revista PNAS, apunten que les concentracions d'elements químics van ser baixes i estables en el període anterior a 1450, abans de la dominació espanyola, amb alguns pics que poden coincidir amb la contaminació per fonts naturals com les erupcions volcàniques.